# Sergynho
Sérgio Barbosa Ribeiro, conhecido por Sergynho, (Cruz das Almas, 10 de Agosto de 1967) é um cantor de axé music e empresário brasileiro.
Sergynho, cantor de axe, começou a carreira na banda karamelo, no carnaval de salvador em 1988. Em 1990 passou a ser cantor da banda Papa-léguas onde ficou por 3 anos. Em 1992 passou pela banda  Cheiro de amor e após a sua saída foi criada a banda Pimenta N'ativa, que foi formada em 1993, emplacando grandes hits, como "Maria Joaquina" e "Tantã". É considerado um dos melhores animadores de trio elétrico da história do axé Music, tendo sido premiado diversas vezes por sua performance no carnaval da Bahia.
Em 2003, Sergynho se desvinculou da Banda Pimenta N'ativa, formando a Banda Maria Joaquina.
Em 2009, retornou seu trabalho com a Cheiro Produções, reassumindo os vocais da Banda Pimenta N'ativa ficando por 1 ano e meio e retornando a carreira solo como Sergynho Pimenta e como segue até hoje participando de grandes carnavais pelo país.